# Tan Weiwei
Tan Weiwei (chino simplificado: 谭维维, en chino: 谭维维, pinyin: Tan Tan Weiwei o Sitar) (n. Sichuan, 8 de octubre de 1982) es una cantante china participó en el concurso de canto del proprama Super Girls (en chino: 超级 女声).

## Carrera
Tan surgió de un concurso de canto en el proprama Super Girls (en chino: 超级 女声) del que fue subcampeona de la tercera temporada (2006).  Ha sido denominada la niña de la super voz.

## Discografía

### Álbumes de estudio
- 2004: Gāoyuán zhī xīn (高原之心)
- 2007: Er Jie (耳界)
- 2009: Chuanshuo (传说)
- 2010: Tan Moumou (谭某某)
- 2011: 3

## Filmografía
- East Meets West 2011 (2011)

### Apariciones
| Año  | Programa          | Notas          |
| ---- | ----------------- | -------------- |
| 2016 | Hurry Up, Brother | episodio #4.06 |